# ホセ・マヌエル・オチョトレーナ
ホセ・マヌエル・オチョトレーナ・サンタクルス（José Manuel Ochotorena Santacruz、1961年1月16日 - ）は、スペイン・サン・セバスティアン出身の元同国代表サッカー選手、現サッカー指導者。ポジションはゴールキーパー (GK)。

## 経歴

### 選手

#### クラブ
レアル・マドリードの下部組織出身で、レアル・マドリード・カスティージャに登録されていた1981-82シーズン後半にトップチームデビューした。トップチームでレギュラーの座を獲得するには1985-86シーズンまで待たねばならなかったが、同シーズンはリーグ戦とUEFAカップの2冠に輝いた。1986-87シーズンはセビージャFCから移籍してきたGKフランシスコ・ブーヨにポジションを奪われた。
1988年夏にバレンシアCFに移籍し、1988-89シーズンには最少失点率を誇ったゴールキーパーに与えられるサモラ賞を受賞した。3シーズンの間堅実なプレーを続けたが、レアル・マドリード戦で退場処分を受けると、その後バレンシアCFでは二度と公式戦で出場機会を与えられなかった。1992年にはCDテネリフェに移籍し、1994-95シーズンはCDログロニェスでプレーしたが、セグンダ・ディビシオン（2部）降格となった。1995-96シーズンはラシン・サンタンデールに在籍したが、1試合の出場にとどまり、1996年に現役引退した。

#### 代表
1989年9月20日、ア・コルーニャで行われたポーランドとの親善試合でアンドニ・スビサレッタに代わって途中出場し、スペイン代表デビューを果たした。1990年にはイタリアで開催された1990 FIFAワールドカップの出場メンバーに選ばれたが、出場機会はなかった。結果的にデビュー戦が唯一の出場となった。

### 指導者
現役を引退後はバレンシアCFとスペイン代表でゴールキーパーコーチを務め、2004年7月、ラファエル・ベニテスがリヴァプールFCの監督に就任する際にイングランドに渡った。2007年7月にはリヴァプールFCのコーチにハビ・バレーロが就任したため、自身はバレンシアCFのコーチに復帰した。

## 所属クラブ

### 選手
- 1979-1984  レアル・マドリード・カスティージャ
- 1982-1988  レアル・マドリード
- 1988-1992  バレンシアCF
- 1992-1994  CDテネリフェ
- 1994-1995  CDログロニェス
- 1995-1996  ラシン・サンタンデール

### 指導者
- ?-?  バレンシアCF（GKコーチ）
- ?-?  スペイン代表（GKコーチ）
- 2004-2007  リヴァプールFC（GKコーチ）
- 2007-  バレンシアCF（GKコーチ）

## タイトル

### クラブ
レアル・マドリード
- リーガ・エスパニョーラ : 1985-86, 1986-87, 1987-88
- コパ・デ・ラ・リーガ : 1984-85
- UEFAカップ : 1984-85, 1985-86

### 個人
- サモラ賞 : 1988-89